# Cazères
Cazères är en kommun i departementet Haute-Garonne i regionen Occitanien i södra Frankrike. Kommunen ligger i kantonen Cazères som tillhör arrondissementet Muret. År 2022 hade Cazères 4 818 invånare.

## Befolkningsutveckling
Antalet invånare i kommunen Cazères
Referens:INSEE